# Henrietta Szold
Henrietta Szold (Baltimora, 21 dicembre 1860 – Gerusalemme, 13 febbraio 1945) è stata un'attivista statunitense, leader sionista e fondatrice di Hadassah Women's Zionist Organization of America.
Nel 1942 cofondò il partito politico Ihud favorevole ad una soluzione binazionale.

## Primi anni e formazione
Henrietta Szold nacque a Baltimora, nel Maryland, nel 1860. Suo padre era il rabbino ungherese Benjamin Szold, capo spirituale del tempio Oheb Shalom di Baltimora. Nel 1877 si diplomò alla Western High School. Per quindici anni insegnò alla Miss Adam's School e alla scuola religiosa di Oheb Shalom e tenne corsi di Bibbia e storia per adulti. Altamente istruita in studi ebraici, curò il Dizionario Talmudico del professor Marcus Jastrow. Frequentò lezioni pubbliche presso la Johns Hopkins University e il Peabody Institute.

## Carriera
Szold fondò la prima scuola serale americana per fornire istruzione di lingua inglese e competenze professionali agli immigrati ebrei russi a Baltimora. A partire dal 1893 lavorò come prima editrice per la Jewish Publication Society, carica che mantenne per oltre 23 anni.
Nel 1896, un mese prima che Theodor Herzl pubblicasse Lo Stato ebraico, Szold descrisse la sua visione di uno stato ebraico in Palestina come un luogo in cui riunire gli ebrei della diaspora e rilanciare la cultura ebraica. Nel 1898 la Federazione dei sionisti americani elesse Szold come unico membro femminile del suo comitato esecutivo. Durante la prima guerra mondiale fu l'unica donna del comitato esecutivo provvisorio per gli affari sionisti generali.
Nel 1899 contribuì a produrre il primo American Jewish Year Book, di cui fu editrice unica dal 1904 al 1908. Collaborò inoltre alla compilazione dell'Enciclopedia ebraica.
Nel 1902 prese lezioni di studi ebraici avanzati al Jewish Theological Seminary of America. Essendo la scuola rabbinica per soli uomini, Szold implorò il presidente della scuola Solomon Schechter di permetterle di studiare. Fu un'ottima studentessa e si guadagnò il rispetto da parte di altri studenti e docenti.
Il suo impegno per il sionismo fu intensificato da un viaggio in Palestina nel 1909, all'età di 49 anni. Qui scoprì la missione della sua vita: la salute, l'educazione e il benessere degli Yishuv. Szold si unì ad altre sei donne per fondare Hadassah e reclutò donne ebree americane per migliorare l'assistenza sanitaria in Palestina. Il primo progetto di Hadassah fu l'inaugurazione di un programma di infermiere in visita in stile americano a Gerusalemme. Hadassah finanziò ospedali, una scuola medica, strutture odontoiatriche, cliniche radiografiche, stazioni di assistenza per i bambini, mense e altri servizi per gli abitanti ebrei e arabi della Palestina. Szold convinse i suoi colleghi che i programmi pratici aperti a tutti fossero fondamentali per la sopravvivenza ebraica in Terra Santa. Fondò Hadassah nel 1912 e ne fu presidente fino al 1926.
Negli anni '20 e '30 fu sostenitrice di Brit Shalom, una piccola organizzazione dedicata all'unità arabo-ebraica e ad una soluzione binazionale. Nel 1933 immigrò in Palestina e aiutò a gestire Youth Aliyah, un'organizzazione che salvò 30.000 bambini ebrei dal Nazismo. Nell'ottobre 1934 pose le basi del nuovo ospedale universitario Rothschild-Hadassah sul Monte Scopus. Nel 1942 fu una delle cofondatrici del partito Ihud.

## Vita privata
Szold non si sposò mai e non ebbe figli. Ebbe una relazione platonica non corrisposta con il rabbino talmudico Louis Ginzberg.
Szold era la maggiore di otto figlie e non aveva fratelli. Nel giudaismo ortodosso, non era consuetudine che le donne recitassero il Kaddish. Nel 1916 la madre di Szold morì e un amico di nome Hayim Peretz si offrì di recitare Kaddish per lei. In una lettera Szold ringraziò Peretz per la sua preoccupazione, ma rifiutò la sua proposta:
Lo so bene e apprezzo ciò che dici sull'usanza ebraica. E l'usanza ebraica è molto cara e sacra per me. Eppure non posso chiederti di pronunciare il Kaddish per mia madre. Il Kaddish significa per me che il sopravvissuto manifesta pubblicamente e marcatamente il suo desiderio e l'intenzione di assumere il rapporto con la comunità ebraica, che aveva il suo genitore, e che quindi la catena della tradizione rimane ininterrotta di generazione in generazione, ognuna aggiungendo il proprio legame. Puoi farlo per le generazioni della tua famiglia, devo farlo per le generazioni della mia.
La risposta di Szold a Peretz è citata da "Women and the Mourners 'Kaddish", una risposta scritta dal rabbino conservatore David Golinkin. Questa risposta, adottata all'unanimità dal Va'ad Halakhah (Comitato di legge) del Giudaismo conservatore dell'Assemblea rabbinica di Israele, consente alle donne di recitare in pubblico il Kaddish in presenza di un minian. Szold era religiosamente tradizionale, ma sosteneva un ruolo più ampio per le donne nel giudaismo rabbinico.

## Morte
Morì nel 1945 nello stesso ospedale di Hadassah che aiutò a costruire a Gerusalemme. Fu sepolta nel cimitero ebraico sul Monte degli Ulivi a Gerusalemme.
Dal 1948 al 1967, il Monte degli Ulivi fu separato fuori dal resto di Gerusalemme dalla guerra civile del 1947-1948 nella Palestina mandataria e dagli Accordi di armistizio del 1949. Dopo che Israele ebbe riconquistato la regione nella Guerra dei sei giorni, l'allora direttore generale del Hadassah Medical Center Kalman Mann si recò con un gruppo di rabbini nel cimitero per valutare le condizioni della tomba di Szold. Scoprirono che era stata lastricata da una strada costruita dai giordani, che avevano anche vandalizzato molte lapidi. Furono in grado di localizzare il luogo di sepoltura di Szold usando una carta del cimitero. La tomba fu in seguito ricostruita e fu posta una nuova lapide in pietra in una cerimonia ufficiale.

## Eredità
Il Palmach, in riconoscimento del suo impegno nei confronti della "Aliyat Hanoar" Youth Aliyah, nominò la nave dell'immigrazione clandestina (Ha'apalah) "Henrietta Szold". La nave, che trasportava immigrati dall'orfanotrofio di Kiffisia ad Atene, salpò dal Pireo il 30 luglio 1946 con a bordo 536 immigrati, e arrivò il 12 agosto 1946.
Nel 1949 Hadassah assegnò il premio Henrietta Szold ad Eleanor Roosevelt.
Nel 2007 Szold fu inserita nella National Women's Hall of Fame.